# Marine mexicaine
La Marine mexicaine (espagnol : Armada de México) est la branche navale des forces armées du Mexique.
Gérée au niveau politique par le Secrétariat de la Marine du Mexique
(SEMAR), elle se compose [Quand ?] d'environ 68 000 hommes et femmes (décompte hors réservistes), plus de 189 navires et environ 130 avions de la force aéronavale mexicaine.
Elle est notamment active dans la lutte contre les narcotrafiquants.

## Grades

### Officiers
| Grade de la Marine mexicaine                                 | Grade équivalent Marine nationale    | Insigne d'épaule |
| ------------------------------------------------------------ | ------------------------------------ | ---------------- |
| Secretario de Marina                                         | N/A (approx. Ministre de la Défense) |                  |
| Almirante                                                    | Amiral                               |                  |
| Vicealmirante                                                | Vice-amiral                          |                  |
| Contralmirante                                               | Contre-amiral                        |                  |
| Capitán de Navío                                             | Capitaine de vaisseau                |                  |
| Capitán de Fragata                                           | Capitaine de frégate                 |                  |
| Capitán de Corbeta                                           | Capitaine de corvette                |                  |
| Teniente de Navío                                            | Lieutenant de vaisseau               |                  |
| Teniente de Fragata (Lieutenant de frégate)                  | Enseigne de vaisseau de 1re classe   |                  |
| Teniente de Corbeta (Lieutenant de corvette)                 | Enseigne de vaisseau de 2e classe    |                  |
| Guardiamarina (Garde-Marine) Primer Maestre (Premier-maître) | Aspirant Élève-officier              |                  |

### Sous-officiers et militaires du rang
| Grade de la Marine US | Appellation mexicaine | Insigne de poignée |
| --------------------- | --------------------- | ------------------ |
| 2nd Petty Officer     | Segundo Maestre       |                    |
| 3rd Petty Officer     | Tercer Maestre        |                    |
| Corporal              | Cabo                  |                    |
| Seaman                | Marinero              |                    |

## Équipements modernes de la Marine mexicaine
[Quand ?]

### Flotte
| Classe                          | Image      | Type                              | Navires | Origine                                                                          |            |
| Destroyers                      | Destroyers | Destroyers                        | Destroyers | Destroyers                                                                       | Destroyers |
| ------------------------------- | ---------- | --------------------------------- | --- | -------------------------------------------------------------------------------- | ---------- |
| Classe Quetzalcoatl             |            | Destroyer polyvalent              | D102 Netzahualcoyotl | États-Unis                                                                       |            |
| Classe Manuel Azueta            |            | Destroyer défense aérienne        | D111 Manuel Azueta | États-Unis                                                                       |            |
| Frégates                        |            |                                   | |                                                                                  |            |
| Classe Allende (en)             |            | Frégate polyvalente               | F211 Ignacio Allende (en) F212 Mariano Abasolo (en) F213 Guadalupe Victoria (en) F214 Francisco Javier Mina (en) | États-Unis                                                                       |            |
| Classe Bravo                    |            | Frégate polyvalente               | F201 Nicolás Bravo F202 Hermenegildo Galeana | États-Unis                                                                       |            |
| Navires amphibies               |            |                                   | |                                                                                  |            |
| Classe Papaloapan               |            | Navire de débarquement            | A411 Papaloapan A412 Usumacinta | États-Unis                                                                       |            |
| Classe Panuco                   |            | Navire de débarquement de blindés | A402 Manzanillo (en) | États-Unis                                                                       |            |
| Classe Montes Azules            |            | Navire de débarquement            | BAL01 Montes Azules BAL02 Libertador (construction completed, inaugurated on Sep,10,2012) | Mexique                                                                          |            |
| Covettes lance-missiles         |            |                                   | |                                                                                  |            |
| Classe Huracan                  |            | Corvette anti-navire              | A301 Huracán (en) A302 Tormenta (en) | Israël                                                                           |            |
| Contre-mesure Mine              |            |                                   | |                                                                                  |            |
| Classe Banderas                 |            | Dragueur de mines                 | Banderas Magdalena Kino Yavaros Chamela Tepoca | États-Unis                                                                       |            |
| Navire de patrouilles océanique |            |                                   | |                                                                                  |            |
| Classe Oaxaca                   |            | Navire de patrouilles océanique   | P161 Oaxaca P162 Baja California P163 Independencia P164 Revolución P165 Chiapas P166 Hidalgo P167 Jalisco (En construction) | Mexique                                                                          |            |
| Classe Durango                  |            | Navire de patrouilles océanique   | P151 Durango P152 Sonora P153 Guanajuato P154 Veracruz | Mexique                                                                          |            |
| Classe Sierra                   |            | Navire de patrouilles océanique   | P141 Sierra P143 Prieto P144 Romero | Mexique                                                                          |            |
| Classe Holzinger                |            | Navire de patrouilles océanique   | P131 Holzinger P132 Godínez P133 De la Vega P134 Berriozabal | Mexique                                                                          |            |
| Classe Uribe                    |            | Navire de patrouilles océanique   | P121 Uribe P122 Azueta P123 Baranda P124 Bretón P125 Blanco P126 Monasterio | Espagne                                                                          |            |
| Classe Valle                    |            | Navire de patrouilles océanique   | P102 Juan de la Barrera P103 Mariano Escobedo P104 Manuel Doblado P106 Santos Degollado P108 Juan N. Álvarez P109 Manuel Gutiérrez Zamora P110 Valentín Gómez Farías P112 Francisco Zarco P113 Ignacio L. Vallarta P114 Jesús González Ortega P117 Mariano Matamoros                | États-Unis                                                                       |            |
| Navires de patrouille côtière   |            |                                   | |                                                                                  |            |
| Classe Tenochtitlán,            |            | Patrouille côtière                | PC331 ARM Tenochtitlan PC332 ARM Teotihuacan PC333 Palenque PC334 Mitla PC335 Uxmal PC336 Tajin PC337 Tulum PC338 Mote Albán PC339 Bonampak (En construction) PC340 Chichen itzá (En construction)                                                                                  | Basé sur le Damen Stan Patrol 4207 - 7e navire commandé en octobre 2014 Pays-Bas |            |
| Classe TBD                      |            | Patrouille côtière                | PC | Basé sur le Damen Fast Crew Supplier 5009 - Commandé en octobre 2014 Pays-Bas    |            |
| Classe Azteca                   |            | Patrouille côtière                | PC202 Cordova PC206 Rayón PC207 Rejón PC208 De la Fuente PC209 Guzmán PC210 Ramírez PC211 Mariscal PC212 Jara PC214 Colima PC215 Lizardi PC216 Mugica PC218 Velazco PC220 Macías PC223 Tamaulipas PC224 Yucatán PC225 Tabasco PC226 Cochimie PC228 Puebla PC230 Vicario PC231 Ortíz | Royaume-Uni Mexique                                                              |            |
| Classe Demócrata                |            | Patrouille côtière                | PC241 Demócrata PC242 Francisco I. Madero | Mexique                                                                          |            |
| Classe Cabo                     |            | Patrouille côtière                | PC271 Corriente PC272 Corso PC273 Catoche | Mexique                                                                          |            |
| Classe Punta                    |            | Patrouille côtière                | PC-281 Morro PC-282 Mastún | Mexique                                                                          |            |
| Intercepteurs                   |            |                                   | |                                                                                  |            |
| Classe Polaris                  |            | Patrouille                        | 44 en service | Suède                                                                            |            |
| Classe Polaris II               |            | Patrouille                        | 6 en service + 17 en construction | Mexique                                                                          |            |
| Classe Acuario A/B              |            | Patrouille                        | en service | Mexique                                                                          |            |
| Classe Isla                     |            | Patrouille                        | en service | Mexique                                                                          |            |
| Navires auxiliaires             |            |                                   | |                                                                                  |            |
| Classe Huasteco                 |            | Polyvalent                        | AMP01 Huasteco AMP02 Zapoteco | Mexique                                                                          |            |
| Classe Maya                     |            | Polyvalent                        | ATR01 Maya ATR02 Tarasco | Mexique                                                                          |            |
| Classe Cuauhtemoc               |            | Navire d'entrainement             | BE01 Cuauhtémoc | Espagne                                                                          |            |

La marine mexicaine comprend 60 petits bateaux de patrouille et 32 navires auxiliaires. Elle a acquis 40 navires rapides d'assaut militaires, désigné CB 90 HMN, entre 1999 et 2001 et a obtenu une licence de production en 2002 permettant d'autres unités fabriqués au Mexique.

### Matériels volants
| Aéronef                         | Type                        | Versions                  | En service       | Image            |                  |                  |
| Avions de combat                | Avions de combat            | Avions de combat          | Avions de combat | Avions de combat | Avions de combat | Avions de combat |
| ------------------------------- | --------------------------- | ------------------------- | ---------------- | ---------------- | ---------------- | ---------------- |
| Valmet L-90                     | Combat/Contre-insurrection  | L-90TP                    | 8                |                  |                  |                  |
| Entrainement                    |                             |                           |                  |                  |                  |                  |
| Zlin Z-242                      | Entrainement                | Z-242L                    | 8                |                  |                  |                  |
| Maule M-7                       | Entrainement                | MX-7-180A                 | 8                |                  |                  |                  |
| Beechcraft T-6 Texan II         | Entrainement                | T-6C+                     | 2,               |                  |                  |                  |
| Transport                       |                             |                           |                  |                  |                  |                  |
| Antonov An-32                   | Transport tactique          | An-32B                    | 3                |                  |                  |                  |
| CASA C-295                      | Tactical transport          | C295M                     | 4                |                  |                  |                  |
| Bombardier Dash 8               | Transport tactique          | DH-8                      | 1                |                  |                  |                  |
| Turbo Commander                 | Transport                   | 980 Turbo                 | 4                |                  |                  |                  |
| Learjet                         | Transport VIP               | LJ25                      | 1                |                  |                  |                  |
| Learjet                         | Transport VIP               | LJ31                      | 2                |                  |                  |                  |
| Learjet                         | Transport VIP               | LJ60                      | 1                |                  |                  |                  |
| Gulfstream IV                   | Transport VIP               | G450                      | 1                |                  |                  |                  |
| Reconnaissance et renseignement |                             |                           |                  |                  |                  |                  |
| CASA C-212                      | Surveillance                | C-212-400                 | 7                |                  |                  |                  |
| CASA CN-235                     | Surveillance                | CN-235MP 300              | 3                |                  |                  |                  |
| Lancair                         | Reconnaissance              | IV-P Super ES Legacy 2000 | 3 2              |                  |                  |                  |
| King Air 350                    | Surveillance                | King Air 350ER            | 3, 2 on order,   |                  |                  |                  |
| Hélicoptères                    |                             |                           |                  |                  |                  |                  |
| Eurocopter Fennec               | Recherche & secours         | AS555AF                   | 2                |                  |                  |                  |
| Eurocopter AS565 Panther        | Combat                      | AS656MB                   | 14               |                  |                  |                  |
| Eurocopter EC 725               | Transport                   | EC725                     | 3                |                  |                  |                  |
| Bölkow Bo 105                   | Surveillance                | EC-Super Five             | 11               |                  |                  |                  |
| MD Helicopters MD 500           | Entrainement                | MD-500                    | 4                |                  |                  |                  |
| Mil Mi-2                        | Transport                   | Mi-2 Hopite               | 1                |                  |                  |                  |
| Mil Mi-17                       | Transport                   | Mi-17IV/V5                | 22               |                  |                  |                  |
| MD Helicopters MD-900 Explorer  | Combat                      | MD-902                    | 6                |                  |                  |                  |
| Sikorsky UH-60 Black Hawk       | Transport et combat         | UH-60M                    | 8,               |                  |                  |                  |
| UAV                             |                             |                           |                  |                  |                  |                  |
| UAV SEMAR                       | Reconnaissance/Intelligence | T1 / T2 / T3              | 3                |                  |                  |                  |
| Futures acquisitions            |                             |                           |                  |                  |                  |                  |
| CASA CN-235                     | Surveillance                | CN-235                    | 8,               |                  |                  |                  |
| Mi-17                           | Hélicoptère de transport    | Mi-17V5                   | 3                |                  |                  |                  |

Fin mars 2015, la marine annonce s'équiper de C295W.

### Matériels roulants terrestres
| Vehicule/Système                    | Type                                             | Versions                  |                   |                   |
| Véhicules blindés                   | Véhicules blindés                                | Véhicules blindés         | Véhicules blindés | Véhicules blindés |
| ----------------------------------- | ------------------------------------------------ | ------------------------- | ----------------- | ----------------- |
| BTR-60/BTR-70                       | Véhicule blindé de transport de troupes amphibie | APC-70                    |                   |                   |
| Carat Security Group                | Véhicule blindé de transport de troupes          | Wolverine APC             |                   |                   |
| Land Rover                          | Véhicule blindé de transport de troupes          | Defender 4x4              |                   |                   |
| Véhicules de transport du personnel |                                                  |                           |                   |                   |
| Ford-150                            | Véhicule utilitaire léger                        | Pick-up 4x4               |                   |                   |
| Ford Super Duty (Ford-250)          | Véhicule utilitaire léger                        | Pick-up 4x4               |                   |                   |
| Dodge Ram                           | Véhicule utilitaire léger                        | Pick-up 4x4               |                   |                   |
| Mercedes-Benz Classe G,             | Véhicule utilitaire léger                        | Véhicule tout-terrain 4x4 |                   |                   |
| Camions                             |                                                  |                           |                   |                   |
| Ural-4320[réf. nécessaire]          | Véhicule utilitaire                              | Off-road 6x6              |                   |                   |
| UNIMOG U-4000,                      | Utility Véhicule utilitaire                      | 4x4 truck                 |                   |                   |
| Gama Goat[réf. nécessaire]          | Véhicule amphibie à 6 roues vehicle              | 6x6 truck                 |                   |                   |
| Freightliner M2                     | Véhicule utilitaire                              | 4x2 truck                 |                   |                   |

### Armes individuelles
| Nom                  | Versions       | Type                             |
| -------------------- | -------------- | -------------------------------- |
| M16A2 rifle          | 5.56x45mm OTAN | Fusil d'assaut                   |
| FX-05 rifle          | 5.56x45mm OTAN | Fusil d'assaut                   |
| M4 Carbine           | 5.56x45mm OTAN | Fusil d'assaut                   |
| IMI Galil            | 5.56x45mm OTAN | Fusil d'assaut                   |
| Heckler & Koch MP5   | 9x19mm         | Pistolet-mitrailleur             |
| Heckler & Koch UMP   | .45 ACP        | Pistolet-mitrailleur             |
| FN P90               | 5.7x28mm       | Pistolet-mitrailleur             |
| Colt M1911           | .45 ACP        | Pistolet                         |
| Beretta 92           | 9x19mm         | Pistolet                         |
| Glock 17             | 9x19mm         | Pistolet                         |
| Heckler & Koch MSG90 | 7.62x51mm NATO | Fusil de précision               |
| Barrett M82          | .50 BMG        | Fusil anti-matériel              |
| Remington 700        | 7.62x51mm OTAN | Fusil de précision               |
| FN Minimi            | 5.56x45mm OTAN | Mitrailleuse                     |
| CETME Ameli          | 5.56x45mm NATO | Mitrailleuse                     |
| GAU-19               | 12.7x99 OTAN   | Mitrailleuse lourde              |
| Browning M2          | 12.7x99mm NATO | Mitrailleuse lourde              |
| M134                 | 7.62x51mm OTAN | Mitrailleuse type minigun        |
| CIS 40 AGL           | 40mm           | Lance-grenades                   |
| Milkor MGL           | 40mm           | Lance-grenades                   |
| M203                 | 40mm           | Lance-grenades                   |
| Remington 1100       | 12             | fusil de chasse semi-automatique |